# Мадам Ікс
Мадам Ікс (англ. Madame X) — американська драма режисера Лайонела Беррімора 1929 року. Фільм був номінований на премію «Оскар» за найкращу режисерську роботу та найкращу жіночу роль.

## Сюжет
Колись темпераментний Луї вигнав на вулицю свою дружину Жаклін Флоріот, відібравши у неї сина. Вона ж, не в силах що-небудь зробити, поринає у вир розпусти. Хто б міг подумати, що через 20 років її син, який став адвокатом, буде захищати її в суді, навіть не підозрюючи про те, хто вона?

## У ролях
- Льюїс Стоун — Луї Флоріот
- Рут Чаттертон — Жаклін Флоріот
- Реймонд Хекетт — Реймонд
- Холмс Херберт — Ноель
- Юджин Бессерер — Роза
- Джон П. Едінгтон — доктор
- Мітчелл Льюїс — полковник Ганбі
- Улльріх Хаупт — Ларокю
- Сідні Толер — Марвел
- Річард Карле — Періссард
- Керролл Най — Даррел
- Клод Кінг — Вальмор
- Чаппель Доссетт — суддя